# ジャスティス・リーグ Crisis On Two Earths
『ジャスティス・リーグ Crisis On Two Earths』(JUSTICE LEAGUE Crisis On Two Earths)は、DCコミックスの刊行するアメリカン・コミックスを原作とするテレビアニメーション作品。

## 登場キャラクター

### アース3
ジョークスター
アース3でのジョーカー。レックス・ルーサーを逃がすために、1人でウルトラマンやオウルマンと戦う。
ルーサー
アース3でのレックス・ルーサー。本編の主人公で、冒頭は彼とジョークスターの活躍からはじまる。
ウルトラマン
アース3でのスーパーマン。胸の文字がUとなっている。
ジョニー・クイック
アース3でのザ・フラッシュ。
オウルマン
アース3でのバットマン。
スーパーウーマン
アース3でのワンダーウーマン。魔法の投げ輪を得意とする。
パワーリング
アース3でのグリーンランタン。魔法のリングを使用する。

### アース1
スーパーマン
ジャスティス・リーグのリーダーの1人。アース3のルーサーをアース1のルーサーと勘違いする。
バットマン
ジャスティス・リーグのリーダーの1人。

## 用語
アース1
『ジャスティス・リーグ』が存在する世界で、ほとんどのDCコミックス作品の舞台。
アース3
アース1とは善悪が逆転している世界。そのため、スーパーマンやバットマンがヴィランで、ルーサーやジョーカーがヒーローとなっている。
ジャスティス・リーグ
アース1のヒーローチーム。スーパーマンやバットマンもこれに所属している。
クライムシンジケート
アース3のジャスティス・リーグメンバーが所属するヴィランチーム。

## 備考
- アース3を題材とした作品以外でも、ヒーローやヴィランがその逆の立場となった作品はいくつか描かれている。
  - アニメ『ジャスティス・リーグ』 - フラッシュが戦死したというパラレルワールドが描かれ、ジャスティス・リーグメンバーがジャスティス・ローズとして世界を支配している。
  - ゲーム『インジャスティス』 - 誰がヒーローで誰がヴィランであるのか不明な混沌とした世界を舞台としている。
  - アニメ『バットマン:ブレイブ&ボールド』 - レッドフードがヒーローとして活躍する世界が描かれ、オウルマン率いるインジャスティス・シンジケートが登場する。
  - コミック『スーパーマン: レッド・サン』 - スーパーマンがソビエト連邦に落ちたために共産主義の考えのもと活躍する。これ自体は悪というわけではないが、その違いからルーサーがアメリカ政府に協力している。